# Wilhelm von Hahnke

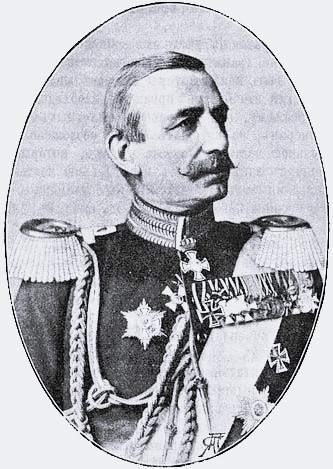
Wilhelm von Hahnke

Wilhelm Gustav Karl Bernhard von Hahnke (* 1. Oktober 1833 in Berlin; † 8. Februar 1912 ebenda) war ein preußischer Generalfeldmarschall, Domherr von Brandenburg sowie Kanzler und Ritter des Hohen Ordens vom Schwarzen Adler mit Brillanten.

## Leben

### Herkunft
Hahnke entstammte einer alten Offiziersfamilie. Er war der Sohn des späteren preußischen Obersten Wilhelm von Hahnke (1793–1861) und dessen Ehefrau Angelique, geborene von der Lancken (1803–1873). Sein Vater war 1836 in den erblichen preußischen Adelsstand erhoben worden.

### Militärkarriere
Nach seiner Erziehung im Kadettenkorps wurde Hahnke am 26. April 1851 als Sekondeleutnant dem Kaiser Alexander Garde-Grenadier-Regiment Nr. 1 der Preußischen Armee überwiesen. Vom 19. Februar 1854 bis 18. Januar 1858 fungierte er als Bataillonsadjutant, war anschließend Regimentsadjutant und wurde in dieser Stellung am 31. Mai 1859 zum Premierleutnant befördert. Daran schloss sich vom 7. Juni 1860 bis zum 22. September 1863 eine Verwendung als Adjutant der 2. Garde-Infanterie-Brigade an. Unter gleichzeitiger Beförderung zum Hauptmann folgte am 22. September 1863 seine Ernennung zum Kompaniechef im Königin Elisabeth Garde-Grenadier-Regiment Nr. 3.
Hahnke kämpfte 1864 mit seiner Kompanie während des Krieges gegen Dänemark bei Fredericia und nahm an der Belagerung sowie der Erstürmung der Düppeler Schanzen teil. Seine Leistungen wurden dabei durch die Verleihung des Roten Adlerordens IV. Klasse mit Schwertern und des Kronenordens III. Klasse mit Schwertern gewürdigt.
Während des Krieges gegen Österreich war Hahnke 1866 Mitglied des Generalstabs der 2. Armee beim Kronprinzen Friedrich Wilhelm von Preußen in Böhmen. Bis zum Deutsch-Französischen Krieg war Hahnke Flügeladjutant des Herzogs Ernst II. von Sachsen-Coburg-Gotha. Am Deutsch-Französischen Krieg nahm er als Major im Generalstab wiederum im Hauptquartier des Kronprinzen von Preußen teil. 1872 wurde er zum Chef des Generalstabs des III. Armee-Korps ernannt, avancierte 1875 zum Oberstleutnant, 1878 zum Oberst und 1881 schließlich zum Generalmajor. Als solcher war  er Kommandeur der 1. Garde-Infanterie-Brigade und gleichzeitig Stadtkommandant von Potsdam.
1886 wurde er mit der Beförderung zum Generalleutnant zum Kommandeur der 1. Garde-Division ernannt. Anschließend war er ab 1888 Chef des Militärkabinetts. Diese Position hatte er bis 1901 inne. Zwischenzeitlich wurde er 1891 mit dem Großkreuz des Ordens der Württembergischen Krone ausgezeichnet. Danach fungierte er bis 1909 als Oberbefehlshaber in den Marken und Gouverneur von Berlin. 1890 wurde Hahnke zum General der Infanterie befördert. 1894 datiert seine Erwähnung im Millionär-Adressbuch.
Am 1. Januar 1905 wurde er zum Generalfeldmarschall befördert und war dann Generaladjutant Kaiser Wilhelms II.

### Familie
Er heiratete 1865 in Berlin Josephine von Bülow (1842–1911), eine Tochter des preußischen Geheimen Legationsrats Friedrich von Bülow (1789–1853). Das Paar hatte sieben Söhne und zwei Töchter, darunter:
- Wilhelm (1867–1931), preußischer Generalmajor ⚭ Elisabeth von Schlieffen (* 1869), Tochter des Generalfeldmarschalls Alfred von Schlieffen
- Albert (1869–1925), preußischer Oberst, Flügeladjutant Kaiser Wilhelm I., u. a. Kommandeur des Großherzoglich Mecklenburgischen Füsilier-Regiments „Kaiser Wilhelm“ Nr. 90
- Gustav (1871–1897), deutscher Oberleutnant zur See und Opfer eines Unfalls auf der Nordlandreise Kaiser Wilhelm II.
- Oskar (1872–1926), Oberst a. D., Träger des Pour le Mérite, Direktor des Reichslandbundes
- Adolf (1873–1936), Regierungspräsident, Kurator der Universität Breslau
- Elisabeth von Hahnke (1874–1949), Ehefrau des Louis von Schwerin auf Hohen-Brünzow
- Josephine von Hahnke (1881–1945), Ehefrau des Alexander von Grunelius